# Chewsureti-Aragwi
Der Chewsureti-Aragwi (georgisch ხევსურეთის არაგვი) ist ein rechter Nebenfluss des Pschawi-Aragwi in der georgischen Region Mzcheta-Mtianeti.
Der Chewsureti-Aragwi entspringt am Südhang des Hauptkamms des Großen Kaukasus. Er fließt in überwiegend südlicher Richtung durch das Bergland. Schließlich trifft er auf den von Osten heranströmenden Pschawi-Aragwi und mündet in diesen. Das Flusstal des Chewsureti-Aragwi bildet einen Teil der historischen Region Chewsuretien.
Der Chewsureti-Aragwi hat eine Länge von 24 km. Er entwässert ein Areal von 305 km². Der mittlere Abfluss beträgt 7,9 m³/s.